# 麵粉廠

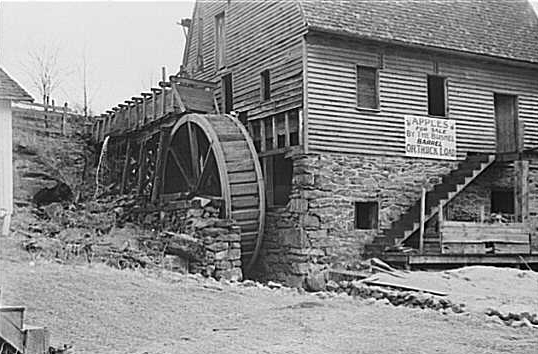
麵粉廠以前曾是水力發動的磨坊

麵粉廠，是第二產業的工廠，把小麥、大麥、皮麥、青稞（元麥）、黑麥、燕麥等糧食磨成粉，成品是麵粉、麥粉等。在供應鏈上游是農作物供應商，而下游是麵粉批發商人。